# Spookkikkers
Spookkikkers (Heleophrynidae) zijn een familie van de kikkers (Anura). De groep werd voor het eerst wetenschappelijk gepubliceerd door Gladwyn Kingsley Noble in 1931. Oorspronkelijk werd de wetenschappelijke naam Heleophryninae gebruikt.
Lange tijd bestond de familie enkel uit het geslacht Heleophryne, maar een van de vroegere vertegenwoordigers van deze groep wordt tegenwoordig tot een ander geslacht gerekend; Hadromophryne.
Alle soorten komen uitsluitend voor in uiterst zuidelijk Afrika, waar ze in wat koelere omstandigheden leven. Hierdoor ontwikkelen ze zich ook wat langzamer. De kikkervisjes leven twee jaar in het water voor de metamorfose plaatsvindt. De naam spookkikkers is waarschijnlijk afgeleid van de wat doorzichtige huid, vooral aan de buik. Alle soorten leven in delen van Swaziland, Lesotho en Zuid-Afrika.

## Taxonomie
Familie Heleophrynidae
- Geslacht Hadromophryne Van Dijk, 2008
- Geslacht Heleophryne Sclater, 1898

Allophrynidae · 
Alsodidae · 
Alytidae · 
Aromobatidae · 
Arthroleptidae · 
Myobatrachidae · 
Batrachylidae · 
Blaasoppies · 
Bombinatoridae · 
Boomkikkers · 
Brachycephalidae · 
Calyptocephalellidae · 
Ceratobatrachidae · 
Ceratophryidae · 
Conrauidae · 
Craugastoridae · 
Cycloramphidae · 
Dicroglossidae · 
Echte kikkers · 
Eleutherodactylidae · 
Fluitkikkers · 
Glaskikkers · 
Gouden kikkers · 
Graafkikkers · 
Hemiphractidae · 
Hylodidae · 
Knoflookpadden · 
Limnodynastidae · 
Megophryidae · 
Mexicaanse gravende padden · 
Micrixalidae · 
Microhylidae · 
Nasikabatrachidae · 
Nieuw-Zeelandse oerkikkers · 
Nyctibatrachidae · 
Odontobatrachidae · 
Odontophrynidae · 
Padden · 
Pelodytidae · 
Petropedetidae · 
Phrynobatrachidae · 
Pijlgifkikkers · 
Ptychadenidae · 
Pyxicephalidae · 
Ranixalidae · 
Rhinodermatidae · 
Rietkikkers · 
Scaphiopodidae · 
Schuimnestboomkikkers · 
Seychellenkikkers · 
Spookkikkers · 
Staartkikkers · 
Telmatobiidae · 
Tongloze kikkers